# Rhaconotus gaullei
Rhaconotus gaullei är en stekelart som beskrevs av Granger 1949. Rhaconotus gaullei ingår i släktet Rhaconotus och familjen bracksteklar. Inga underarter finns listade i Catalogue of Life.